# Break the Ice
Break the Ice je 3. singlem z 5. studiového alba Blackout americké popové zpěvačky Britney Spears. V březnu se dostal do oběhu i videoklip, u něhož řada fanoušků neskrývala své zděšení. Nepromenádovala se v něm polonahá Britney, jak jsme byli zvyklí, ale její animované alter ego, které svádí boj se zlem. Nakonec se i skalní příznivci z šoku oklepali a dospěli k oblíbenému názoru, že lepší něco, než nic.
Zajímavosti: Po vydání desky "Blackout" se právě skladba "Break The Ice" těšila největší pozornosti kritiků. Vyjadřovali se o ní jako o fantastickém flirtovacím songu nebo o popovém drahokamu. Paradoxně byla tato píseň z celého alba v hitparádových žebříčcích tou nejméně úspěšnou.
Zatímco kritici nad písní mlsně kroužili, fanoušci jiné popové divy, čokoládové Janet Jackson, nařkli Britney z plagiátorství, když jim věta "I like this part" připomněla píseň "Nasty" z roku 1986.